# Eremiascincus butlerorum
Eremiascincus butlerorum là một loài thằn lằn trong họ Scincidae. Loài này được Aplin, How & Boeadi miêu tả khoa học đầu tiên năm 1993.